# L'Âge du Christ
L'Âge du Christ est un essai de Marc-Édouard Nabe, publié par les éditions du Rocher, en octobre 1992.

## Résumé
Les réflexions sur le christianisme et les écrivains chrétiens se mêlent au récit de la première communion de l'écrivain, effectuée à Jérusalem, le 27 décembre 1991, le jour de ses 33 ans.

## Accueil critique

### Avis positifs
Dans le Nouvel Observateur, Jean-Louis Ezine salue ce « pèlerinage à Jérusalem avec communion solennelle, apparitions mariales et messes chics au milieu de mamies envisonnées ». Dans Le Figaro magazine, Christian Giudicelli dit de l'écrivain qu'il « a le verbe haut, l'adjectif cinglant ». Dans la Tribune de Genève, Jean-Louis Kuffer évoque un « récit d'une conversion au catholicisme dont les aspects théâtraux et littéraires n'excluent ni la profondeur de l'élan ni la vérité de l'expérience, dans un méli-mélo baroque où se greffent incessamment toc et sublime ».

### Avis négatifs
Gérard-Julien Salvy, dans Le Figaro littéraire, compare le livre à un « catéchisme rap à lire dans le noir au cinéma ».

## Échos
- En novembre 2002, dans Le Figaro Littéraire, Sébastien Lapaque publie un article sur la relation entre les écrivains français et le christianisme dans lequel il évoque L'Âge du Christ[5].
- En mars 2007, dans un dossier consacré aux liens entre religion et littérature, Le Figaro Littéraire mentionne un court passage du livre[6].
- En novembre 2014, dans sa chronique du Point, Patrick Besson parle de ce qui est « sans doute son plus beau livre » avant d'en citer un extrait[7].

## Prix littéraire
Le 19 novembre 1992, le Prix du Roman Bien est remis à L'Âge du Christ. Le jury, composé de journalistes littéraires (dont Frédéric Beigbeder, Marc Lambron, Éric Neuhoff, Frédéric Taddeï), l'a choisi, à sept voix contre trois. Lors de la remise du prix, Marc-Édouard Nabe l'a refusé : « C’est avec un immense plaisir que je refuse le Prix du Roman Bien », laissant la récompense (une caisse de whisky Bushmills dix ans d'âge) aux membres du jury.

## Liens avec l'œuvre
Les pages du journal intime de l'écrivain rédigées lors de son voyage en Israël en 1991 ont été publiées en décembre 2017 dans son magazine Patience.

## Édition
- Marc-Édouard Nabe, L'Âge du Christ, éditions du Rocher, 1992, 133 p.  (ISBN 2268013987)